# Elasmogorgia mitsukurii
Elasmogorgia mitsukurii is een zachte koraalsoort uit de familie Plexauridae. De koraalsoort komt uit het geslacht Elasmogorgia. Elasmogorgia mitsukurii werd in 1909 voor het eerst wetenschappelijk beschreven door Kinoshita. 